# Falconina gracilis
Falconina gracilis is een spinnensoort uit de familie van de loopspinnen (Corinnidae).
De wetenschappelijke naam van de soort werd in 1891 als Hypsinotus gracilis gepubliceerd door Eugen von Keyserling.